# Soulèvement de l'aérodrome de Cuatro Vientos

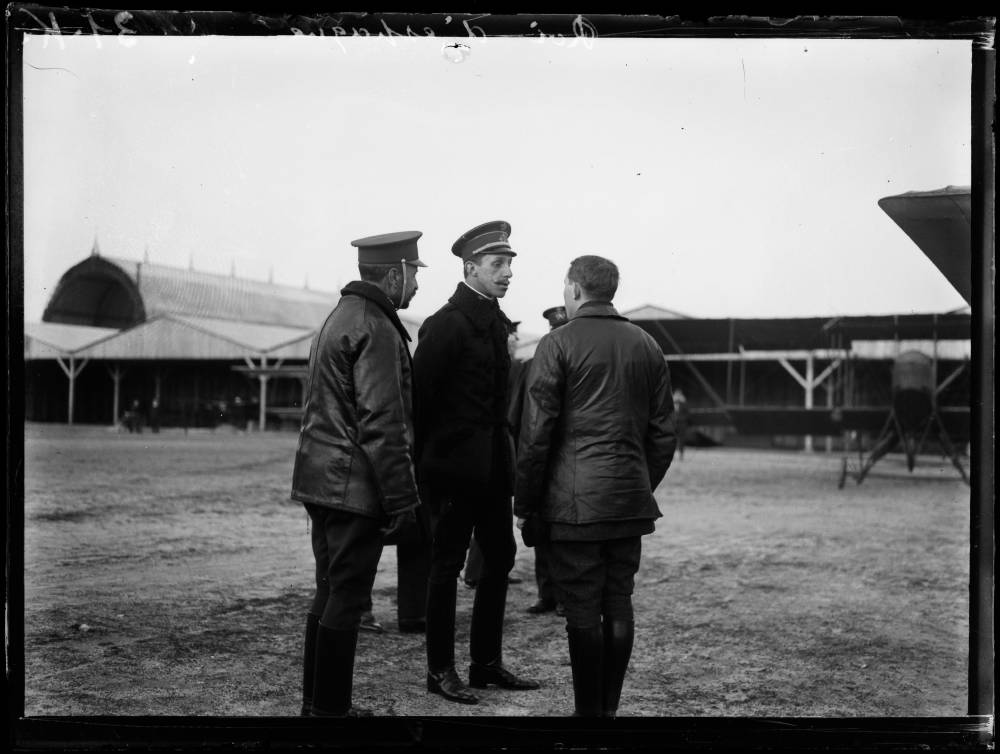
L’aérodrome de Cuatro Vientos en 1908, durant une visite du roi Alphonse XIII.

Le soulèvement de l’aérodrome de Cuatro Vientos est un soulèvement républicain survenu le 15 décembre 1930 à l’aérodrome de Cuatro Vientos (es) de Madrid, en Espagne, qui prétendait conduire à un renversement de la dictature de Dámaso Berenguer.
Le soulèvement se déroula trois jours seulement après le soulèvement de Jaca et le lendemain de l’exécution des deux capitaines qui l’avaient mené, Fermín Galán et Ángel García Hernández, fusillés après avoir été condamnés à mort par un conseil de guerre sommaire qui les avait déclarés coupables de « délit consommé de rébellion militaire ». Comme le soulèvement de Jaca, celui de Cuatro Vientos échoua, mais cette fois ses deux principaux responsables, le général Queipo de Llano et le commandant d’aviation Ramón Franco, ne furent pas capturés et parvinrent à fuir au Portugal puis en France.
Ces évènements se produisirent à la toute fin du règne d'Alphonse XIII. Au mois d’avril suivant, la République était proclamée après des élections municipales qui s’avérèrent un désaveu pour la Monarchie.

## Déroulement
Le « comité révolutionnaire » républicano-socialiste formé après la signature de l’accord de Saint-Sébastien en août 1930 avait fixé pour la date du 15 décembre le mouvement civico-militaire qui devrait mettre fin à la monarchie d’Alphonse XIII et céder le pas à une République, mais les militaires de la garnison de Jaca engagés dans la conjuration, menés par le capitaine Fermín Galán, décidèrent d’avancer le soulèvement de trois jours, peut-être par crainte de rester isolés par la neige dont une forte tempête était annoncée. Bien qu’ils parviennent à occuper la ville de Java et à y proclamer la République, lorsqu’ils dirigèrent leurs troupes vers Huesca, la capitale de la province, ils rencontrèrent sur le chemin les troupes loyales au gouvernement, ce qui donna lieu à de durs combats qui provoquèrent la débandade des insurgés, les derniers groupes de rebelles se rendant à 10 h du matin le samedi 13. Le lendemain, les capitaines Galán et García Hernández furent condamnés à mort et fusillés.
Le lendemain matin, le comité révolutionnaire, qui avait revendiqué la responsabilité du soulèvement le 13, était détenu ; Miguel Maura et Niceto Alcalá Zamora, entre autres, furent incarcérés à la prison Modelo de Madrid (es). Un autre membre du comité, Santiago Casares Quiroga, était détenu à Jaca, où il s’était rendu sur ordre du comité pour arrêter le soulèvement, mais étant donné qu’il était arrivé très fatigué, il avait décidé d’aller à l’hôtel et de reporter au matin suivant son entrevue avec Galán ; mais alors le soulèvement s’était déjà produit,.

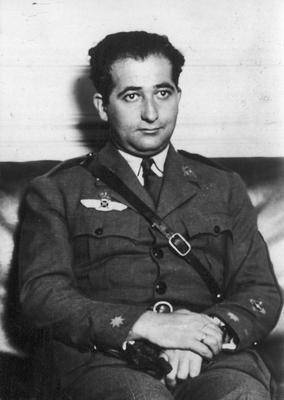
Le commandant Ramón Franco, vers 1934.

Malgré l’échec du soulèvement de Jaca, l’exécution de ses meneurs et la détention du comité révolutionnaire, le général Queipo de Llano et le commandant d’aviation Ramón Franco, qui était très populaire grâce à l’exploit de l’hydravion Plus Ultra (es), maintinrent leurs plans de mener à terme le mouvement civico-militaire prévu pour le lundi 15 décembre. Pour ce faire, ils prirent l’aérodrome de Cuatro Vientos, dans la banlieue de Madrid, d’où ils firent un manifeste par radio afin d’inciter au soulèvement de la capitale en affirmant que la République avait été proclamée. Peu après décollèrent de l’aérodrome plusieurs avions chargés de tracts appelant à la grève et au soulèvement pour les lâcher sur Madrid, mais lorsqu’ils survolèrent la ville il se rendirent compte que la vie suivait son cours normal : la grève prévue ne s’était pas produite et aucune unité militaire ne s'était soulevée. Le commandant Franco qui pilotait un des avions pensa bombarder le palais royal, résidence du roi, mais il renonça en voyant des femmes et des enfants dans les environs.
Lorsque Franco revint à l'aérodrome, les conjurés décidèrent d’abandonner l’insurrection et de fuir en avion au Portugal, puis de voler jusqu’en France depuis là-bas. Queipo de Llano et Franco s’installèrent à Paris, où se trouvaient exilés quelques hommes politiques républicains et nationalistes catalans et basques, et ils y poursuivirent leurs activités de conspiration pour abattre la Monarchie et proclamer la République. Le commandant Franco fut particulièrement actif et en vint à contacter certaines unités militaires de La Seu d'Urgell et les carabiniers de Puigcerdà, afin de mener un nouveau soulèvement au premier trimestre 1931, qui n’eut finalement pas lieu.

### Grâce et reconnaissance après la proclamation de la République
Le gouvernement de la Seconde République espagnole gracia les militaires impliqués dans le soulèvement, permettant le retour de deux qui s’étaient exilés, et leurs principaux dirigeants furent nommés à des postes important dans l'Armée : Queipo de Llano fut nommé chef de la première division organique avec siège à Madrid et le commandant Franco directeur général de l’Aéronautique militaire (es).

## Annexe